# Het wonder van Jeruzalem
Het wonder van Jeruzalem is een hoorspel van Borislav Pekić. Zeit der Wunder: Judisches Triptychon 2: Das Wunder von Jerusalem werd op 19Willy Wielek-Berg vertaalde het en de KRO zond het uit in het programma Theater op dinsdag 13 april 1976, van 21:50 uur tot 22:50 uur (met een herhaling op dinsdag 4 juli 1978). De regisseur was Léon Povel.

## Rolbezetting
- Peter Aryans
- Tonny Foletta
- Hans Karsenbarg
- Cees van Ooyen
- Huib Orizand
- Jérôme Reehuis
- Frans Somers
- Frans Vasen
- Siem Vroom

## Inhoud
Pontius Pilatus is zo-even uit de hoofdstad van de wereld, het centrum van de Romeinse macht en beschaving, in Jeruzalem aangekomen, waar hij de politiek onmogelijk geworden procureur Valerius Gratus zal aflossen. Hij had hem reeds op school leren kennen en haten. Bij de ambtsoverdracht komt Pilatus terecht een geheimzinnige, oosterse wereld die hem vreemd is en waarin allerlei wonderlijks gebeurt. Gratus had zich daarop in de loop van lange dienstjaren leren instellen, maar Pilatus is een Romeinse specialist in administratie, en enkele fenomenen waarmee hij in Jerusalem geconfronteerd wordt, onttrekken zich aan zijn mathematisch-juridische logica. De blind geboren Bartimeus zou zich, nadat hij op onverklaarbare wijze weer kon zien, eigenhandig de ogen hebben uitgestoken, enkel om de ondraaglijke realiteit niet langer te moeten zien. Een man, Lazarus genaamd, zou uit de dood zijn opgewekt. Daarbij is hij als Saduceeër een verklaard tegenstander van de leer der opstanding, die hij om politieke redenen voor zijn volk afwijst. Nu wil hij naar Romeins gebruik verast worden, om een nieuwe verrijzenis te ontlopen. Ten slotte beleeft Pilatus zelf een wonder: de gebaren en bewegingen van de doofstomme bedelaar, die allen steeds als lofprijzingen ter ere van Rome hadden gezien, ontpoppen zich, door het wonder in taal omgezet, als woeste verwensingen aan het adres van het Romeinse militaire regime…